# Sonia Villamizar
Sonia Del Pilar Villamizar Rojas (5 de Agosto de 1969, Táchira, Venezuela), más conocida como Sonia Villamizar, es una actriz de televisión venezolana. Fue reina del Carnaval Internacional de la Frontera de 1982. Se inició en RCTV a través de su participación en el concurso de belleza Chica 2001 donde representó al estado Mérida y se alzó con el título Chica Televisión, al término del certamen se le abrió de inmediato la puerta en la animación con el programa Sábado Mundial. Por otro lado, es relevante señalar que esta gran actriz obtuvo sus estudios en la Escuela de Actuación Juana Sujo cuando contaba con 23 años.
En el historial laboral de Sonia se encuentran más de 20 novelas, iniciando con El desafío transmitida en 1995 por RCTV, seguida por Destino de mujer, Samantha, Amor del bueno, Sabor a ti, Muñeca de trapo, El país de las mujeres, por nombrar algunas. 
Luego, en el 2006 formó parte del éxito dramático Voltea pa' que te enamores transmitida por Venevisión, allí Villamizar encarnó a Pascuita, una celópata que se había dedicado completamente a su esposo.
Dos años después participó en ¿Vieja yo?, obteniendo un personaje antónimo al anterior, pues se trataba de una mujer que mantenía una relación secreta con un hombre casado. Luego, interpretó a otras figuras en Un esposo para Estela, La viuda joven y Los secretos de Lucía.
Villamizar se ha destacado en el teatro no solo actuando sino también produciendo obras como Toc Toc, Taxi, El método Grönholm, A 2,50 la Cubalibre y la más reciente, Cónyuges. Madre de un niño llamado Andrés, fue reconocida por el Universo del Espectáculo en el 2009 como Mejor actriz, Mejor actriz de Reparto y Mejor Productora Teatral. Para concluir, Sonia expresó que le gusta toda la música, aunque el género depende del momento y estado de ánimo.

## Filmografía

### Telenovelas
- (1995) - El desafío. (RCTV)
- (1997-1998) - Destino de mujer - Nereida Tovar. (Venevisión)
- (1998) - Samantha... Déborah Marcano Rodríguez. (Venevisión)
- (1998-1999) - El país de las mujeres... Graciela. (Venevisión)
- (1999) - Toda mujer... Nubia. (Venevisión)
- (1999) - Cuando hay pasión... Patricia Miraval. (Venevisión)
- (2000) - Hechizo de amor... Ada. (Venevisión)
- (2000) - Muñeca de trapo... Natacha Aguirre. (Venevisión)
- (2001) - Felina... Tatiana. (Venevisión)
- (2002-2003) - Mi gorda bella...  Natalia. (RCTV)
- (2004) - Amor del bueno... Carlota Suárez. (Venevisión Internacional)
- (2004-2005) - Sabor a ti... Fabiana Alarcón. (Venevisión)
- (2005-2006) - Se solicita príncipe azul...  Karina Soler. (Venevisión)
- (2006-2007) - Voltea pa' que te enamores... Pascua "Pascuita" de Guzmán. (Venevisión)
- (2008-2009) - ¿Vieja yo?... Martha Fuentes. (Venevisión)
- (2009) - Tomasa Tequiero... Katiuska Bustamante de Paredes. (Venevisión)
- (2009-2010) - Un esposo para Estela...   Ornella Guerrero. (Venevisión)
- (2011) - La viuda joven... Peggy Pardo-Pardo. (Venevisión)
- (2014) - Los secretos de Lucía...  Margarita de Cárdenas. (Venevisión)
- (2014) - Nora... Aída Calderón. (Televen)
- (2015-2016) -  A puro corazón... Olga Castro de Gutiérrez. (Televen)
- (2017) - Para verte mejor... Nancy Margarita Sosa de Ibáñez. (Venevisión)
- (2024)- Las Doñas del Cafetal...                                                (SimpleTV)

### Películas
- (2020) - Dos otoños en París... Madre de Antonio[1]
- (2020)- Asi es la Quimica - Junto a Pablo Azar, Tatiana Del Real, Alberto Rowinsky y Natalia Roman[2]
- (2020)- Monica Entre el Cielo y La Tierra-  Junto a Flavia Gleske, Juvel Vielma, Jorge Palacios, Pedro Duran y Aroldo Betancourt[3]